# Crocodylus palustris
Il coccodrillo palustre (Crocodylus palustris (Lesson, 1831)) è un coccodrillo di medie dimensioni che abita in tutto il subcontinente indiano. Nello stesso ambiente abitano anche il gaviale e il coccodrillo marino.

## Tassonomia
Non ci sono sottospecie riconosciute, anche se è stata proposta la considerazione della popolazione dello Sri Lanka come sottospecie Crocodylus palustris kimbula.

## Descrizione

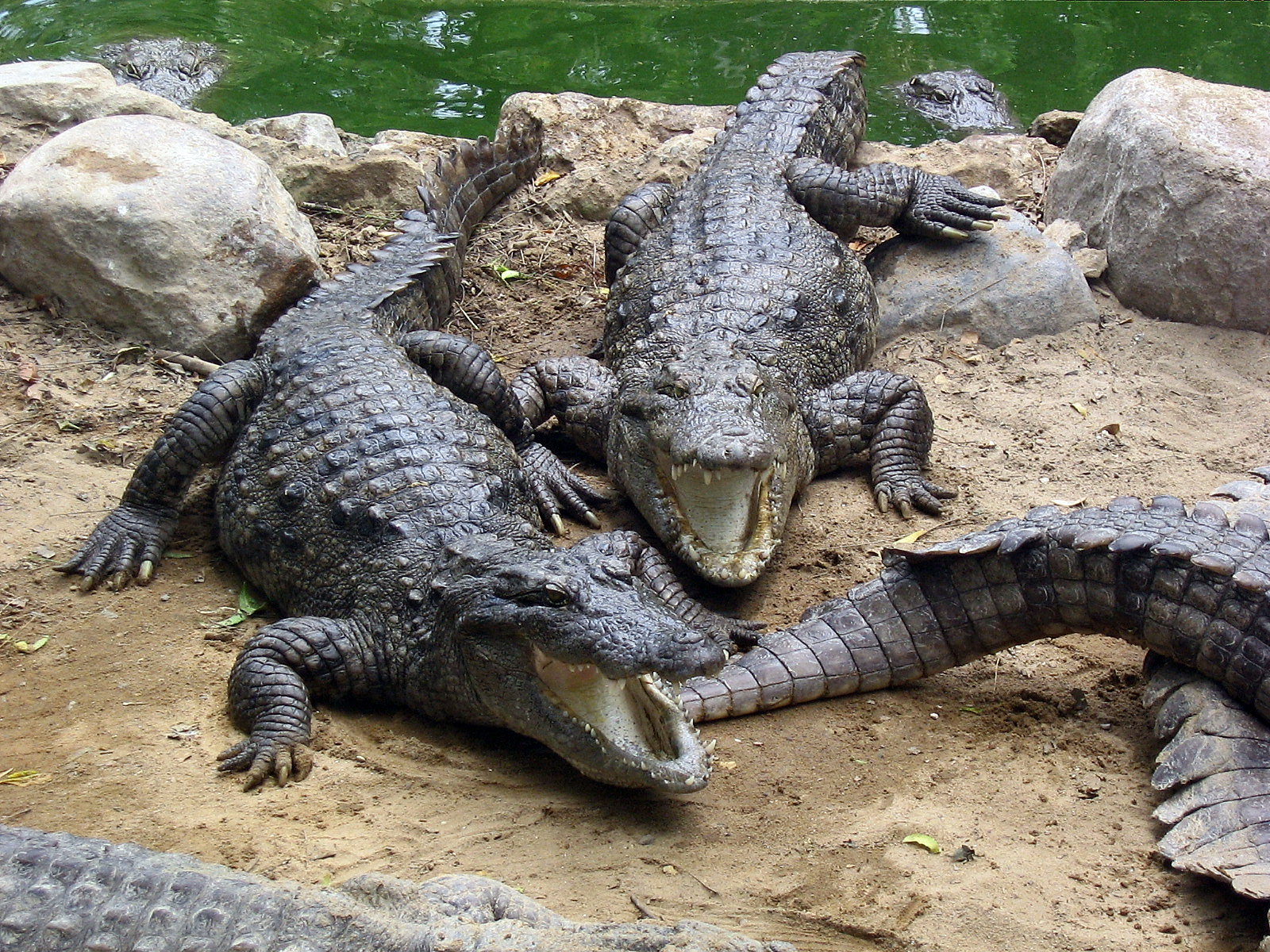
Coccodrilli palustri mentre riposano al sole

È un coccodrillo di medie dimensioni, in cui i maschi raggiungono una lunghezza di 4-5 m, mentre le femmine, più piccole, sono lunghe al massimo 2,4 m. Alla schiusa misurano 25 cm. Da adulti pesano da 40 a 600 kg. Il coccodrillo palustre ha il muso più largo di qualsiasi altra specie di coccodrillo, il che gli dà un'apparenza simile agli alligatori. È una specie pesantemente corazzata con squame allargate attorno al collo; gli adulti hanno una livrea oliva-nerastro nella parte superiore, mentre gli esemplari appena nati hanno un colore olivastro più pallido con punti e macchie nere.
Il coccodrillo palustre ha diciannove denti per ciascun lato della mascella superiore.
Le squame degli arti sono carenate, le dita sono palmate alla base e le dita più esterne hanno una palmatura più accentuata.
La maturità sessuale è raggiunta dalle femmine quando l'esemplare misura 1,7-2 m e dai maschi alla lunghezza di 2,6 m.

## Distribuzione e habitat

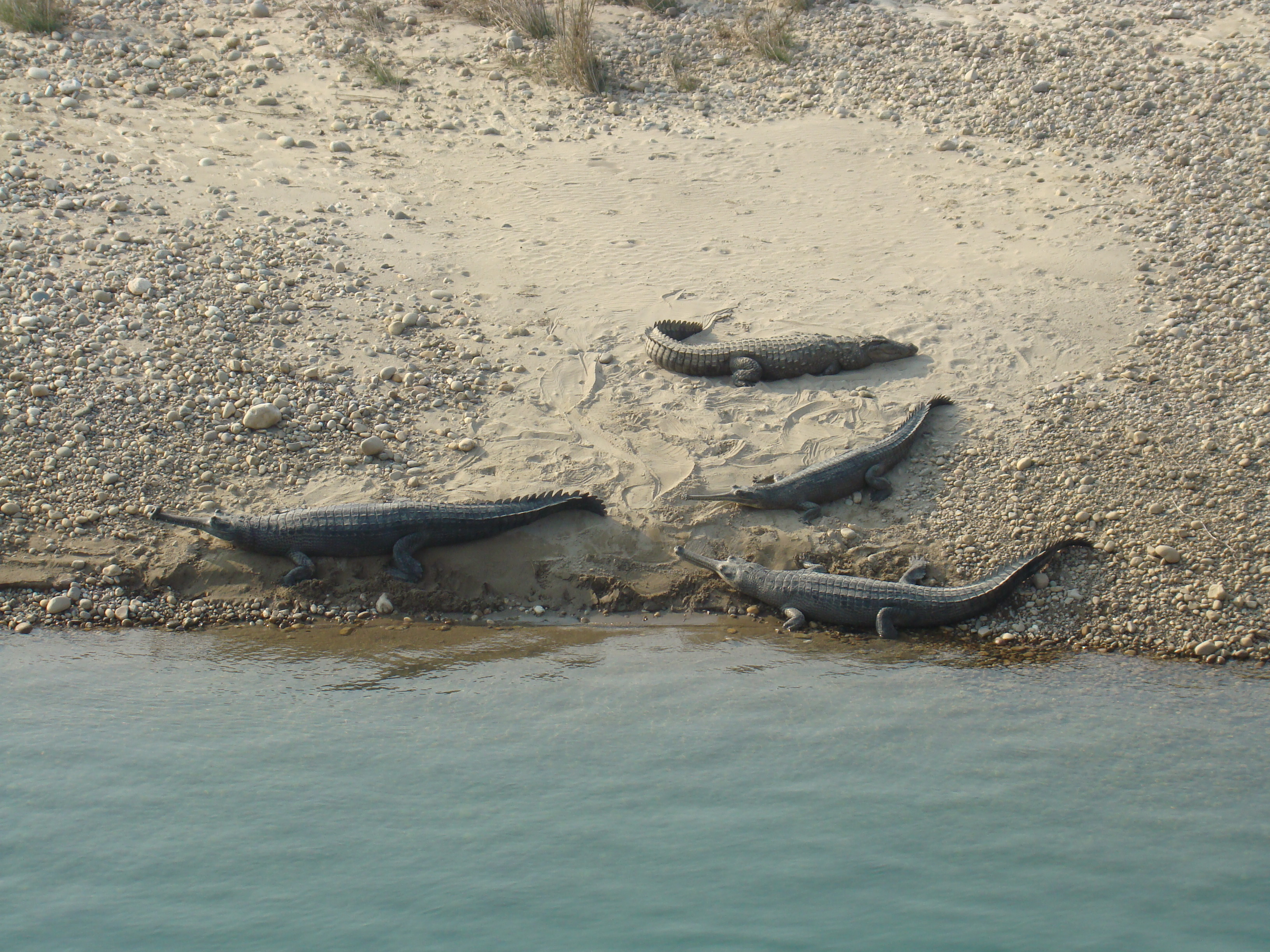
Coccodrillo palustre con gaviali nel fiume Karnali in Nepal

Il coccodrillo palustre si trova in India, Bangladesh, Sri Lanka, Pakistan, Nepal, nella punta meridionale dell'Iran, molto probabilmente in Indocina e in qualche punto anche nell'Iraq meridionale. Questa specie è l'unico coccodrillo che si trova in Pakistan e Iran, ed è la specie di gran lunga superiore delle tre specie di crocodilidi che vivono in India.
Negli anni ottanta, la più grande popolazione (60 adulti e 37 subadulti) di coccodrilli selvatici del Tamil Nadu viveva nel bacino dell'Amaravathi e nai fiumi Chinnar, Thennar e Pambar, che si riversano nello stesso bacino.
La Amaravathi Sagar Crocodile Farm, fondata nel 1975, è il più grande allevamento di coccodrilli in India con una popolazione di 430 animali in cattività; le uova sono raccolte dai nidi selvatici che si trovano lungo il perimetro del bacino, per essere incubati e allevati nell'azienda. Centinaia di coccodrilli adulti sono stati poi reintrodotti nell'ambiente. In Pakistan si stima che la popolazione raggiunga i 400-450 animali lungo le aree costiere del Sindh e del Belucistan. Lungo la costa iraniana del Makran a nord di Chabahar si trovano circa 200 coccodrilli palustri che vivono nei fiumi Sarbāz, Bahu Kalat, Kachu e Pishin nella regione del Belucistan iraniano; ma a seguito dell'attività umana e della siccità prolungata della fine degli anni novanta e inizio del Duemila, il coccodrillo palustre è stato spinto sulla soglia dell'estinzione. A seguito di numerosi cicloni tropicali, come il ciclone Gonu e Yamyn nel 2007, e il ciclone Pet nel 2010, la gran parte dell'habitat iraniano del coccodrillo palustre si è ricostituita, perché i laghi e gli hamun si sono inondati ancora una volta.
Il coccodrillo palustre predilige i corsi d'acqua con poca corrente e apprezzano anche i bacini artificiali e i canali di irrigazione. Anche se preferisce l'acqua dolce ha un certo grado di tolleranza alla salinità, quindi occasionalmente può essere trovato in lagune d'acqua salata. È simpatrico con il gaviale in alcune aree dell'India e con il coccodrillo marino in altre aree, ma in habitat separati quasi sempre. È adattato alla vita terrestre come il suo cugino il coccodrillo cubano più che la maggior parte dei crocodilidi, ma è ecologicamente molto simile al coccodrillo del Nilo. Si sa che è piuttosto mobile sulla terra, infatti può spostarsi per considerevoli distanze alla ricerca di un habitat favorevole. Può predare sulla terra rincorrendo le prede per brevi tratti, e ha la capacità di scavare dei solchi per rifugiarsi durante la stagione secca.

## Biologia e comportamento
Il coccodrillo palustre può raggiungere velocità sulla terra di 15 km/h per brevi distanze, ma è in grado di nuotare molto più veloce di quanto corra, raggiungendo velocità di 18 km/h e superando i 20 km/h in brevi scatti, mentre la sua velocità abituale è di 2-3 km/h.

### Caccia e dieta
Questa specie si nutre di pesci, anfibi, serpenti, tartarughe, uccelli e mammiferi. I mammiferi predati sono di dimensioni piccole o medie come le scimmie, gli scoiattoli e cervi pommellati e le lontre. In realtà qualsiasi vertebrato che si avvicini a bere, è una preda potenziale, che può essere afferrata e trascinata nell'acqua e affogata per essere divorata in seguito quando si presenti l'opportunità. Gli adulti di maggiori dimensioni a volte predano anche mammiferi più grandi come i cervi, il sambar indiano e grandi bovini come il bestiame e il bufalo d'acqua, ma queste prede maggiori non sono così comuni come nel caso in cui queste siano simpatriche con il coccodrillo marino. Di notte a volte cacciano sulla terra tendendo imboscate presso i sentieri.
Questa specie è considerata occasionalmente pericolosa per l'uomo, ma in nessun modo si avvicina al pericolo rappresentato dal coccodrillo marino.

### Riproduzione
La riproduzione ha luogo nei mesi invernali, le femmine depongono le uova in nidi che sono buche scavate nella sabbia. La temperatura durante il periodo di incubazione determinerà il sesso del neonato.
I coccodrilli palustri sono piuttosto socievoli e possono tollerare i loro simili durante l'alimentazione e il riposo al sole.

## Uso di attrezzi
È stato documentato i fatto che il coccodrillo palustre usi delle esche per predare gli uccelli. Questo significa che si tratterebbe di uno dei primi rettili per i quali si registra la capacità di usare degli strumenti. Il coccodrillo palustre è in grado di attirare gli uccelli che cercano materiale per la costruzione del nido mettendosi sopra la testa dei bastoncini e dei rami. Questa strategia è condivisa con l'alligatore americano ed è particolarmente efficace durante il periodo della nidificazione in cui gli uccelli sono alla ricerca di materiale appropriato.

## Curiosità
Il Mugger protagonista del racconto I becchini contenuto ne Il secondo libro della giungla è un coccodrillo palustre, animale che nei Paesi anglosassoni è per l'appunto noto come Mugger crocodyle.